# El padre Manolo
El padre Manolo es una película española de 1967, estrenada el 1 de febrero de 1967, protagonizada por Manolo Escobar. En ella también participa Ángel de Andrés, Mariano Vidal Molina, Francisco Piquer Chanza y Laly Soldevila.

## Argumento
El Padre Manolo es un sacerdote joven de una parroquia de barrio, donde el Padre José es el párroco. Ambos mantienen un colegio y atienden a los más necesitados, sufragando los gastos con las actuaciones en televisión y grabaciones de discos del Padre Manolo, que es un gran cantante.
Un día que el joven cura lleva a los niños del colegio de excursión, el conductor del autobús se ve obligado a detenerse, pues un coche ha tenido un accidente y el conductor resulta malherido. Después de recibir los últimos sacramentos, y antes de morir, el hombre le revela su sospecha de que ha podido ser objeto de un crimen.
El padre Manolo, interesado en llegar hasta la verdad, comienza a indagar en el caso hasta el punto de acabar con la paciencia de la propia policía.
Con tenacidad y después de muchas peripecias, el padre Manolo, ayudado por su tío y varios amigos, descubrirá la verdad del asunto.